# Rally di Svezia 2014
La 62ª edizione del Rally di Svezia, seconda prova del Campionato del mondo rally 2014, si è corsa dal 5 all'8 febbraio ed è stata vinta da Jari-Matti Latvala.

## Elenco iscritti
| Principali iscritti | Principali iscritti         | Principali iscritti | Principali iscritti | Principali iscritti     | Principali iscritti          | Principali iscritti |
| N°                  | Team                        | Classe              | Pilota              | Co-pilota               | Auto                         | Pneumatici          |
| ------------------- | --------------------------- | ------------------- | ------------------- | ----------------------- | ---------------------------- | ------------------- |
| 1                   | Volkswagen Motorsport       | WRC                 | Sébastien Ogier     | Julien Ingrassia        | Volkswagen Polo R WRC        | M                   |
| 2                   | Volkswagen Motorsport       | WRC                 | Jari-Matti Latvala  | Miikka Anttila          | Volkswagen Polo R WRC        | M                   |
| 3                   | Citroën Total Abu Dhabi WRT | WRC                 | Kris Meeke          | Paul Nagle              | Citroën DS3 WRC              | M                   |
| 4                   | Citroën Total Abu Dhabi WRT | WRC                 | Mads Østberg        | Jonas Andersson         | Citroën DS3 WRC              | M                   |
| 5                   | M-Sport Ltd.                | WRC                 | Mikko Hirvonen      | Jarmo Lehtinen          | Ford Fiesta RS WRC           | M                   |
| 6                   | M-Sport Ltd.                | WRC                 | Elfyn Evans         | Daniel Barritt          | Ford Fiesta RS WRC           | M                   |
| 7                   | Hyundai Shell WRT           | WRC                 | Thierry Neuville    | Nicolas Gilsoul         | Hyundai i20 WRC              | M                   |
| 8                   | Hyundai Shell WRT           | WRC                 | Juho Hänninen       | Tomi Tuominen           | Hyundai i20 WRC              | M                   |
| 9                   | Volkswagen Motorsport II    | WRC                 | Andreas Mikkelsen   | Mikko Markkula          | Volkswagen Polo R WRC        | M                   |
| 10                  | RK M-Sport World Rally Team | WRC                 | Robert Kubica       | Maciej Szczepaniak      | Ford Fiesta RS WRC           | M                   |
| 11                  | M-Sport Ltd.                | WRC                 | Ott Tänak           | Raigo Mölder            | Ford Fiesta RS WRC           | M                   |
| 12                  | Citroën Total Abu Dhabi WRT | WRC                 | Khalid Al-Qassimi   | Chris Patterson         | Citroën DS3 WRC              | M                   |
| 14                  | M-Sport World Rally Team    | WRC                 | Michał Sołowow      | Maciej Baran            | Ford Fiesta RS WRC           | M                   |
| 15                  | Pontus Tidemand             | WRC                 | Pontus Tidemand     | Ola Fløene              | Ford Fiesta RS WRC           | M                   |
| 16                  | Henning Solberg             | WRC                 | Henning Solberg     | Ilka Petrasko-Minor     | Ford Fiesta RS WRC           | P                   |
| 17                  | Craig Breen Rallying        | WRC                 | Craig Breen         | Scott Martin            | Ford Fiesta RS WRC           | M                   |
| 21                  | Jipocar Czech National Team | WRC                 | Martin Prokop       | Jan Tománek             | Ford Fiesta RS WRC           | M                   |
| 31                  | Yazeed Racing               | WRC-2               | Yazeed Al-Rajhi     | Michael Orr             | Ford Fiesta RRC              | M                   |
| 32                  | Darnitsa Motorsport         | WRC-2               | Yuriy Protasov      | Pavlo Cherepin          | Ford Fiesta R5               | M                   |
| 33                  | Drive Dmack                 | WRC-2               | Jari Ketomaa        | Kaj Lindström           | Ford Fiesta R5               | D                   |
| 34                  | Anders Grøndal              | WRC-2               | Anders Grøndal      | Roger Eilertsen         | Subaru Impreza WRX STi       | P                   |
| 37                  | FWRT s.r.l.                 | WRC-2               | Lorenzo Bertelli    | Mitia Dotta             | Ford Fiesta R5               | P                   |
| 40                  | Eurolamp World Rally Team   | WRC-2               | Valeriy Gorban      | Volodymyr Korsia        | MINI John Cooper Works S2000 | P                   |
| 41                  | Karl Kruuda                 | WRC-2               | Karl Kruuda         | Martin Järveoja         | Ford Fiesta S2000            | M                   |
| 42                  | Fredrik Åhlin               | WRC-2               | Fredrik Åhlin       | Moreten Erik Abrahamsen | Ford Fiesta R5               | D                   |
| 43                  | J-Motorsport                | WRC-2               | Jourdan Serderidis  | Morgane Rose            | Ford Fiesta R5               | P                   |
| 45                  | Gianluca Linari             | WRC-2               | Gianluca Linari     | Nicola Arena            | Subaru Impreza WRX STi       | P                   |

| Icona | Classe                                                                 |
| ----- | ---------------------------------------------------------------------- |
| WRC   | Equipaggio che può conquistare punti per il campionato costruttori WRC |
| WRC   | Equipaggio che non può conquistare punti per il campionato costruttori |
| WRC-2 | Equipaggio registrato al campionato WRC-2                              |
| WRC-3 | Equipaggio registrato al campionato WRC-3                              |

## Risultati

### Classifica
| Pos.            | N°       | Pilota             | Co-pilota              | Team                        | Auto                         | Classe   | Tempo     | Distacco | Punti    |
| Generale        | Generale | Generale           | Generale               | Generale                    | Generale                     | Generale | Generale  | Generale | Generale |
| --------------- | -------- | ------------------ | ---------------------- | --------------------------- | ---------------------------- | -------- | --------- | -------- | -------- |
| 1               | 2        | Jari-Matti Latvala | Miikka Anttila         | Volkswagen Motorsport       | Volkswagen Polo R WRC        | WRC      | 3:00:31.1 | 0.00     | 27       |
| 2               | 9        | Andreas Mikkelsen  | Mikko Markkula         | Volkswagen Motorsport II    | Volkswagen Polo R WRC        | WRC      | 3:01:24.7 | +53.6    | 18       |
| 3               | 4        | Mads Østberg       | Jonas Andersson        | Citroën Total Abu Dhabi WRT | Citroën DS3 WRC              | WRC      | 3:01:30.6 | +59.5    | 18       |
| 4               | 5        | Mikko Hirvonen     | Jarmo Lehtinen         | M-Sport WRT                 | Ford Fiesta RS WRC           | WRC      | 3:02:58.0 | +2:26.9  | 13       |
| 5               | 11       | Ott Tänak          | Raigo Mõlder           | M-Sport WRT                 | Ford Fiesta RS WRC           | WRC      | 3:03:31.6 | +3:00.5  | 10       |
| 6               | 1        | Sébastien Ogier    | Julien Ingrassia       | Volkswagen Motorsport       | Volkswagen Polo R WRC        | WRC      | 3:05:01.0 | +4:29.9  | 8        |
| 7               | 16       | Henning Solberg    | Ilka Minor             | Henning Solberg             | Ford Fiesta RS WRC           | WRC      | 3:05:18.6 | +4:47.5  | 6        |
| 8               | 15       | Pontus Tidemand    | Ola Fløene             | Pontus Tidemand             | Ford Fiesta RS WRC           | WRC      | 3:06:09.3 | +5:38.2  | 4        |
| 9               | 17       | Craig Breen        | Scott Martin           | Craig Breen                 | Ford Fiesta RS WRC           | WRC      | 3:09:26.5 | +8:55.4  | 2        |
| 10              | 3        | Kris Meeke         | Paul Nagle             | Citroën Total Abu Dhabi WRT | Citroën DS3 WRC              | WRC      | 3:11:49.1 | +11:18.0 | 1        |
| WRC-2 standings |          |                    |                        |                             |                              |          |           |          |          |
| 1 (11.)         | 41       | Karl Kruuda        | Raigo Mõlder           | Karl Kruuda                 | Ford Fiesta S2000            | WRC-2    | 3:14:40.2 | +14:09.1 | 25       |
| 2 (12.)         | 33       | Jari Ketomaa       | Kaj Lindström          | Drive DMACK                 | Ford Fiesta R5               | WRC-2    | 3:14:42.5 | +14:11.4 | 18       |
| 3 (13.)         | 42       | Fredrik Åhlin      | Morten Erik Abrahamsen | Fredrik Åhlin               | Ford Fiesta R5               | WRC-2    | 3:15:58.3 | +15:27.2 | 15       |
| 4 (14.)         | 31       | Yazeed Al-Rajhi    | Michael Orr            | Yazeed Al-Rajhi             | Ford Fiesta R5               | WRC-2    | 3:16:57.6 | +16:26.5 | 12       |
| 5 (15.)         | 32       | Yuriy Protasov     | Pavlo Cherepin         | Yuriy Protasov              | Ford Fiesta R5               | WRC-2    | 3:18:00.3 | +17:29.2 | 10       |
| 6 (18.)         | 37       | Lorenzo Bertelli   | Mitia Dotta            | FWRT s.r.l.                 | Ford Fiesta R5               | WRC-2    | 3:25:14.4 | +24:43.3 | 8        |
| 7 (15.)         | 40       | Valeriy Gorban     | Volodymyr Korsia       | Eurolamp World Rally Team   | MINI John Cooper Works S2000 | WRC-2    | 3:28:49.2 | +28:18.1 | 6        |
| 8 (26.)         | 45       | Gianluca Linari    | Nicola Arena           | Gianluca Linari             | Subaru Impreza WRX STi       | WRC-2    | 3:40:43.1 | +40:12.0 | 4        |

## Classifiche Mondiali

### Piloti
| Pos | Pilota             | Punti |
| --- | ------------------ | ----- |
| 1   | Jari-Matti Latvala | 40    |
| 2   | Sébastien Ogier    | 35    |
| 3   | Mads Østberg       | 30    |
| 4   | Andreas Mikkelsen  | 24    |
| 5   | Bryan Bouffier     | 18    |

### Costruttori
| Pos | Team                           | Punti |
| --- | ------------------------------ | ----- |
| 1   | Volkswagen Motorsport          | 72    |
| 2   | Citroen Total Abu Dhabi WRT    | 56    |
| 3   | Volkswagen Motorsport II       | 26    |
| 4   | M-Sport World Rally Team       | 22    |
| 5   | Hyundai Shell World Rally Team | 8     |

### Piloti WRC-2
| Pos | Pilota           | Punti |
| --- | ---------------- | ----- |
| 1   | Yuriy Protasov   | 35    |
| 2   | Lorenzo Bertelli | 26    |
| 3   | Karl Kruuda      | 25    |
| 4   | Jari Ketomaa     | 18    |
| 5   | Robert Barrable  | 15    |
| 5   | Fredrik Åhlin    | 15    |

### Piloti WRC-3
| Pos | Team            | Punti |
| --- | --------------- | ----- |
| 1   | Quentin Gilbert | 25    |